# Nghi Thánh Hoàng hậu
Huy Từ Nghi Thánh hoàng hậu (chữ Hán: 徽慈儀聖皇后), là một hoàng hậu nhà Trần, vợ của Trần Dụ Tông.

## Tiểu sử
Có rất ít thông tin về Huy Từ Nghi Thánh hoàng hậu. Chỉ biết bà là con gái thứ tư của Bình chương Huệ Túc vương Trần Đại Niên, được gọi là Ý Từ công chúa (蘭慈公主) từ nhỏ. Sau khi Trần Hiến Tông băng hà, Thượng hoàng Trần Minh Tông lập con thứ 10 là Hạo (5 tuổi) lên ngôi, tức Trần Dụ Tông. Đến năm Kỷ Sửu (1349), mùa đông, tháng 10, vua Dụ Tông sách phong bà làm Nghi Thánh Hoàng hậu (儀聖皇后).
Năm Đại Trị năm thứ 3 (1360, Canh Tý), tháng 2, cha bà Huệ Túc công Trần Đại Niên được phục lại tước Vương. Năm này Đại Niên mất, thọ mới 55 tuổi. Năm năm thứ 12 (1369, Kỷ Dậu), Trần Dụ Tông chết. Theo ý của Hiến Từ Thái hậu, bà cho đón Trần Nhật Lễ, con trai của Cung Túc vương Trần Nguyên Dục lên nối ngôi. Nghi Thánh Hoàng hậu được tôn làm Huy Từ Tá Thánh Hoàng thái hậu (徽慈佐聖皇太后). Đến đây không thấy chép gì về bà nữa.

## Trong truyện về Hà Ô Lôi
Truyện về Hà Ô Lôi được ghi chép trong Lĩnh Nam chích quái, câu chuyện về một dị nhân xấu xí nhưng có tài hát, thường hay tư thông với con gái quan viên, vương hầu. Ở cuối truyện, Hà Ô Lôi tư thông với con gái lớn của gia đình Minh Uy vương, bị bắt được nhưng chưa giết. Ngày hôm sau, Minh Uy vương vào triều tâu rằng: "Ô Lôi ban đêm xông vào nhà của thần, trắng đen khó phân biệt, đã bị thần đánh chết, xin bệ hạ cho biết phải tạ tiền bao nhiêu để tiến nạp". Đế không biết là Ô Lôi chưa bị giết, liền phán rằng: "Trót nhỡ đánh chết thì thôi, chớ kể làm gì". (Bấy giờ Huy Từ Hoàng hậu là họ hàng của Minh Uy vương, cho nên vua Dụ Tông mới lờ đi cho.) Minh Uy vương về nhà giết Ô Lôi không chết, bèn dùng chày mà giã mới chết.